# Carex pergracilis
Carex pergracilis är en halvgräsart som beskrevs av Ernest Nelmes. Carex pergracilis ingår i släktet starrar, och familjen halvgräs. Inga underarter finns listade i Catalogue of Life.